# Morawianki
Morawianki – wieś sołecka w Polsce położona w województwie świętokrzyskim, w powiecie kazimierskim, w gminie Bejsce.
W latach 1975–1998 miejscowość administracyjnie należała do województwa kieleckiego.
Według danych z 2011 roku gminę zamieszkiwało 218 osób. Z tego 50,5% mieszkańców stanowią kobiety, a 49,5% ludności stanowią mężczyźni. Całą miejscowość zamieszkuje 5,1% mieszkańców gminy.
| SIMC    | Nazwa      | Rodzaj    |
| ------- | ---------- | --------- |
| 0227175 | Doły       | część wsi |
| 0227181 | Gaj        | część wsi |
| 0227198 | Stara Wieś | część wsi |
| 0227206 | Tarapata   | część wsi |

## Historia
W wieku XIX Morawianki – wieś i folwark w powiecie pińczowskim,  i parafii Bejsce, odległe 28 wiorst od Pińczowa.

W 1827 r. było tu 24 domów  i 154 mieszkańców.

Folwark posiadał rozległość mórg 260 w tym: gruntów ornych i ogrodów mórg 223, łąk mórg 28, nieużytki i place mórg 9. Budynków murowanych 1, drewnianych 6.

W roku 1847 folwark ten został oddzielony od dóbr Bejsce.